# Fur TV
Fur TV é um programa de televisão britânico de comédia com fantoches. Originalmente criado pela Warp Films para ser um curta metragem, em 2004, o programa foi exibido como um piloto pela BBC, no mesmo ano. Voltou a ser exibido pela MTV UK em 2008.
Os bonecos utilizados no programa apresentam o mesmo visual dos Muppets, porém em um programa com conteúdo adulto.
É exibido na MTV Brasil As segundas, 0h30.

## Personagens
- Fat Ed Tubbs: é um gordinho boca-suja, violento, que bebe cerveja o dia inteiro, come feito um porco e é fanático por heavy metal. Interpretado por Phil Nichol.

- Lapeño Enriquez: apesar do nome hispânico, é brasileiro, nascido em uma favela do Rio de Janeiro. É um DJ mulherengo que já foi cafetão. Interpretado por Henry Trotter.

- Mervin J Minky: é pouco inteligente e viciado em se masturbar. Interpretado por Simon Greenall.

- Pussy Monsta: Interpretado por Adam Longworth.

- Apples: Interpretada por Shelley Longworth.

## Episódios
| Número | Título original                                       | Data de exibição        |
| ------ | ----------------------------------------------------- | ----------------------- |
| Piloto | Puppet Love                                           | 28 de fevereiro de 2004 |
| 2      | Rent Boys/Hot Pussy                                   | 4 de maio de 2008       |
| 3      | My Big Fat Gay Wedding/There's Something About Mervin | 11 de maio de 2008      |
| 4      | Mervin's Millions/Fur & Loathing                      | 18 de maio de 2008      |
| 5      | Bad Apples/Enter the DJ                               | 25 de maio de 2008      |
| 6      | Hungry for Love/Brown Fury                            | 1º de junho de 2008     |
| 7      | Ladies Love Lapeno/Arse of Darkness                   | 8 de junho de 2008      |
| 8      | Fist of Fur/Get Mervin                                | 15 de junho de 2008     |
| 9      | Merverella                                            | 22 de junho de 2008     |

## Curiosidades
O programa original, criado para a BBC, em 2004, teve as cenas de sexo e linguagem inadequada cortadas, para adequar-se ao horário de exibição.

## Prêmios
- Greenlight Award for Comedy (BBC): 2002[2].